# Jixing
Jixing (kinesiska: 吉星乡, 吉星) är en socken i Kina. Den ligger i provinsen Sichuan, i den sydvästra delen av landet, omkring 180 kilometer sydväst om provinshuvudstaden Chengdu.
Genomsnittlig årsnederbörd är 1 487 millimeter. Den regnigaste månaden är juli, med i genomsnitt 349 mm nederbörd, och den torraste är december, med 12 mm nederbörd.